# La Boissière-du-Doré

La Boissière-du-Doré este o comună în departamentul Loire-Atlantique, Franța. În 2009 avea o populație de 891 de locuitori.